# Palacio Otuna
El palacio Otuna en Meñaca (Provincia de Vizcaya, España), se sitúa en el barrio de Meñakabarrena, en el n.º 51, a escasos 15 metros del río de mismo nombre, que se encuentra jalonado de molinos en este tramo (Goikoerrota, Sikuene y Erdikoerrota). En sus proximidades se encuentra el caserío Otunatxu y, a unos 300 metros al noreste, se ubicaba la desaparecida Torre de Meñaka, y cerca de ésta encontramos la Ermita de Andramari.

## Descripción
Se trata de un brillante edificio clasicista, que choca en el contexto marcadamente rural no sólo de su entorno inmediato, sino de su comarca en el segundo tercio del siglo XVII. Algunas fuentes atribuyen esta obra a Martín Ibáñez de Zalbidea, uno de los nombres más relevantes del primer clasicismo en Vizcaya, y lo datan en 1626 (Ybarra). No obstante, el edificio ha sido objeto de importantes reformas en periodos posteriores, entre los que destacarían: las obras de una segunda época en la que el Palacio habría continuado incrementando su valor arquitectónico, afectando especialmente al zaguán; y una tercera vinculada a su transformación en caserío, que afectó a su configuración, volumen, estructura y tratamiento de sus elementos interiores y exteriores.
Actualmente es un edificio exento, de volumen cúbico, con cubierta a dos aguas con caballete en sentido perpendicular a la fachada principal. Su fábrica, de gran solidez (115 cm de grosor en planta baja), se apareja en sillar en la cara principal (S) y la E, y en mampuesto y sillarejo intercalados con sillares en la cara lateral W y zaguera (N). Se dividen sus alzados en dos cuerpos, por medio de una imposta a media altura, de corte clasicista en la principal y lateral E, que se convierte en una sencilla faja de sillares en las restantes. El cuerpo bajo acoge las plantas baja y entreplanta, y el alto a la planta noble, utilizada actualmente como ganbara.
La fachada principal (S), donde se concentran los elementos más cultos, se ordena en cinco ejes de vanos, en dos cuerpos separados por la mencionada imposta moldurada. Las calles laterales son para ventanas sencillas y tersas, y la central acoge el elemento que focaliza el interés. En él se sitúa el acceso de dintel adovelado, muy grande, entre pilastras acanaladas y con medias cañas en la mitad inferior, con plintos y capiteles, y sobre éstos entablamento. Aproximadamente el mismo sistema se repite en el piso noble, donde las pilastras acogen un vano rasgado, de arco de medio punto, que en una fase posterior se tapió y sirvió de "casa" a un escudo, hasta épocas bien recientes. En la decoración destaca el friso que remata el orden, donde aparecen esculpidos en piedra seis motivos diferentes en este orden: una flor tipo "eguzkilore", una hoja de roble, otro tipo de flor, un recuadro escamado, un círculo aspado y otra flor. Los cinco últimos están repetidos y distribuidos simétricamente a partir de una única "eguzkilore". Sobre el friso se dispone un frontón partido.
La fachada lateral E responde a la misma calidad constructiva que la principal. Se ordena en cuatro ejes verticales, empezando por las cuatro aspilleras de planta baja; continuando con otros tantos vanos en la entreplanta, en este caso sencillos vanos adintelados; y finalizando por los vanos de la planta noble, ya de mayores dimensiones, entre los que destaca el situado en el extremo izquierdo, rasgado verticalmente, y enmarcado por una imposta de sillares. En esta última planta, marcando el centro encontramos una saetera, de la que desconocemos su origen y función.
Por su parte, en la fachada lateral W la fábrica empieza a perder su regularidad, intercalando algunos mampuestos. Se ordena según el mismo orden de la lateral este, pero faltan por abrir dos vanos de la entreplanta y planta principal, los situados en su extremo derecho. No obstante, aquí los vanos son todos ellos sencillos vanos adintelados de iguales proporciones.
Finalmente, la fachada trasera (N) es una fachada ciega con la única excepción de la puerta trasera de acceso a las cuadras o "albate", actualmente cegada, y dos aspilleras en los extremos, que han sido eliminadas por sendos vanos de reciente factura.
Interiormente destaca sobremanera el amplio zaguán de entrada. Se trata de una obra de alta calidad monumental, que ocupa una gran proporción de la planta, y dos alturas. Este elemento organiza todo el edificio: desde él se accede en planta baja a las cuadras y demás dependencias anejas, y en planta primera a las dependencias de la entreplanta y a la puerta que debió dar acceso al siguiente tramo de la escalera, que nos permitiría ascender a la planta principal, o noble, hoy convertida en ganbara. Construido todo ello en piedra de sillería, está presidido por una escalera doble, que desemboca en un rellano sustentado por un arco escarzano. Falta la balaustrada que cerraría las escaleras hacia el centro del zaguán. En el frente se ubican sendas puertas, centradas, en planta baja y la entreplanta. Se trata de dos amplias puertas molduradas, enfrentadas al acceso.
La estructura lígnea ha sufrido importantes reformas, de las que se pueden destacar la sustitución de la solivería de la entreplanta en su totalidad por un forjado de hormigón. Se conserva, no obstante, parte de la de la planta principal y la estructura de formación de la cubierta, en la que pueden observarse elementos reutilizados de la estructura original.